# Flèche wallonne 1982
La Flèche wallonne 1982, 46e édition de la course, a lieu le 15 avril 1982 sur un parcours de 251 km. La victoire revient à l’Italien Mario Beccia, qui a terminé la course en 6 h 42 min 00 s, devant le Norvégien Jostein Wilmann et le Belge Paul Haghedooren.
Sur la ligne d'arrivée à Huy, 60 des 186 coureurs au départ à Charleroi ont terminé la course. Pour la première fois, le mur de Huy est au programme de la course, mais il ne sert pas encore d'arrivée.

## Classement final
| #  | Coureur          | Équipe                      |    | Temps           |
| -- | ---------------- | --------------------------- | -- | --------------- |
| 1  | Mario Beccia     | Hoonved-Bottecchia          | en | 6 h 42 min 00 s |
| 2  | Jostein Wilmann  | Capri Sonne-Eddy Merckx     | +  | 1 s             |
| 3  | Paul Haghedooren | Capri Sonne-Eddy Merckx     |    | 14 s            |
| 4  | Ad Wijnands      | TI-Raleigh-Campagnolo       |    | 14 s            |
| 5  | Hennie Kuiper    | DAF Trucks                  |    | 14 s            |
| 6  | Hans Langerijs   | B&S-Elro-Concorde           |    | 20 s            |
| 7  | Giuseppe Saronni | Del Tongo-Colnago           |    | 27 s            |
| 8  | Sean Kelly       | Sem-France Loire-Campagnolo |    | 27 s            |
| 9  | Phil Anderson    | Peugeot-Shell-Michelin      |    | 27 s            |
| 10 | Alfons De Wolf   | Vermeer-Thijs-Gios          |    | 27 s            |